# Новая таписерия
Новая таписерия или современный гобелен, текстильное искусство (англ. Textile art, Fiber art, Art Fabric, Soft Sculpture) — направление в искусстве текстиля, развивающееся с 1960-х годов, создание произведений из волокон природных или синтетических с использованием различных техник ткачества, вязания узлов, плетения, приёмов декорирования тканей. Главное внимание в Fiber art уделяется используемым материалам и ручной работе. Утилитарное назначение создаваемых предметов остаётся на втором плане, уступая приоритет художественной ценности.

## Истоки и проблемы реформирования традиционной шпалеры
Своё начало искусство современного гобелена берет в традиционном шпалерном ткачестве, центром которого в Новое время стала Франция. Во второй половине XIX века искусство шпалеры в связи с развитием машинного ткачества, а также изменениями предпочтений заказчиков, пришло к упадку. Роль шпалеры была низведена до копии станковой картины.
Попытки возродить классическую шпалеру в новой форме предпринимались в конце XIX века (Уильям Моррис в Великобритании, Аристид Майоль во Франции) и с середины 1920-х годов (Мариус Мартэн, Мари Кюттоли, также Франция).

## Становление нового направления

### Реформы Люрса
Однако наиболее кардинальную реформу искусства шпалеры удалось провести Жану Люрса в 1950-х годах. После неудачных попыток по восстановлению шпалеры как монументально-декоративного искусства в довоенные годы, Люрса обратился к изучению работ средневековых ткачей и поисков художников 1910—1930 годов. По мнению Люрса, для возрождения искусства шпалерного ткачества требовалось не просто отойти от буквального воспроизведения живописи. Необходимо было отказаться от «станкового мышления» в пользу декоративного, учитывать характерные именно для шпалеры особенности, связанные с материалом, из которого она создаётся, с совокупностью технических приёмов, наконец, с её значением и местом в интерьере. Творческой лабораторией Люрса-реформатора шпалеры стала мануфактура в Обюссоне, с мастерами которой он тесно сотрудничал. Жан Люрса стал не только основателем и теоретиком нового направления в искусстве. Он проявил себя как талантливый организатор и популяризатор искусства шпалеры во всём мире. Он стал одним из создателей CITAM — Международного центра старинной и современной таписерии и инициатором проведения под эгидой CITAM с 1962 года международных Биеннале таписерии в Лозанне, ставших впоследствии главным форумом мирового текстильного искусства.

### Новая таписерия. 1950—1960-е гг.
В 1950—1960-х годах Франция утратила ведущие позиции в области художественного текстиля. Второй поворот в развитии таписерии XX века совершили мастера Скандинавии, Восточной Европы, Японии, США. Этот период характеризуется повышенным вниманием к пластическим свойствам шпалеры, применением нетрадиционных современных материалов, в том числе и нетекстильных, возвращением к древним техникам плетения (например, макраме). Шпалера уже не предмет с конкретным функциональным назначением, она становится художественным объектом (англ. art object). Причём произведение от начала до конца выполняется одним художником — это условие расширяет его творческие возможности, но исключает из процесса создания шпалеры картоньера. Современная шпалера прошла путь от двухмерного произведения через объект, напоминающий скульптуру (например, работы Шейлы Хикс), к энвайронменту, таписерии-среде, в которую можно проникнуть, изучить изнутри и даже производить с ней какие-либо действия. Как художественный объект энвайронмент имеет наиболее сильное эмоциональное воздействие на зрителя. Некоторые исследователи различают три подвида таписерии-среды: архитектурный энвайронмент, костюмный и экспериментальный.
Отдельную главу в истории гобелена составляют работы, выполненные в странах бывшего советского лагеря. Значительные успехи были достигнуты мастерами Польши (Абаканович) и Венгрии. В СССР родоначальником современного гобелена по праву можно считать латышского художника Рудольфа Хеймратса, который в начале 60-х годов XX века вместе с Георгом Баркансом заложил его эстетические принципы. Работы Хеймратса соединили традиции классической шпалеры и технику национального латышского ткачества. Как педагог Хеймрат умел определить индивидуальные черты, присущие будущему мастеру, и воспитал целую плеяду художников гобелена (Вигнере, Богустова). Оригинальные школы гобелена существовали и в других регионах Советского Союза — Эстонии (Эрм, Реэметс), Литве (Бальчиконис, Гедримене) (в целом прибалтийская школа многое взяла от французской шпалеры, возрождённой Жаном Люрса, и польской таписерии 60-х годов), Украине, Молдавии, Грузии (Кандарели), в Москве и Санкт-Петербурге.
В настоящее время ручной гобелен существует в двух видах. С одной стороны, это авторские произведения, с другой — воспроизведение исторических шпалер на фабриках, расположенных преимущественно в странах Юго-Восточной Азии. Авторские гобелены, в свою очередь, имеют две расходящиеся тенденции. Одна из них следует за основными направлениями современного искусства, становясь полноценными инсталляциями постмодернистского искусства (Абаканович, Сидарс). Вторая — провозглашает возврат к традиционному шпалерному ткачеству, сводя к минимуму технологические эксперименты. Некоторые мастера этой группы делают упор на общую декоративность произведения, его колористическую красочность (Гораздин, Юрченко). Их гобелены сближаются с произведениями театрального искусства — занавесями, декорациями и т. д. Другие — используют в гобелене эстетические приёмы, свойственные графике или живописи. Здесь особое внимание уделяется философскому содержанию композиции (Брускин, Мадекин, Толстикова).